# Butch Miles
Butch Miles (* 4. Juli 1944 in Ironton, Ohio; † 2. Februar 2023) war ein US-amerikanischer Jazz-Schlagzeuger.

## Leben
Butch Miles wuchs in West Virginia auf, begann sich mit 14 Jahren für Schlagzeug zu interessieren und bekam dann Unterricht von Frank Thompson in Charleston. Zunächst spielte er in Tanzbands; nach mehrjährigem Engagement bei Iris Bell begann 1971 seine Jazz-Karriere in der Band von Mel Tormé. Neben häufigen Verpflichtungen für die Bigband von Count Basie seit 1975 begleitete er seither für ein breites Spektrum von Jazzmusikern wie Wild Bill Davison bis Gerry Mulligan. 1980 begleitete er den Sänger Tony Bennett.
Sein großes Vorbild war Sonny Payne vom Count Basie Orchestra. Er spielte in der Tradition der Swing-Schlagzeuger wie Jo Jones oder Gus Johnson.
Des Weiteren trat Miles in CBS 60 Minutes, The Tonight Show mit Johnny Carson, The Merv Griffin Show, The Dick Cavett Show, The Mike Douglas Show und sechsmal in The Jerry Lewis Telethon auf. Er spielte auf vielen Jazzfestivals wie den Berliner Jazztagen, North Sea Jazz Festival und Montreux Jazz Festival auf, spielte auf Jazzkreuzfahrten und unterrichtete weltweit in Workshops. Während des letzten Teils seiner Karriere beschloss Butch, seine Tourneen einzuschränken, und nahm 2007 eine Stelle an der Fakultät der Texas State University an, wo er in ihrem Jazzprogramm unterrichtete. Er und seine Frau Linda Benjamin-Miles ließen sich in Buda, Texas, nieder. Vor dem COVID-19-Shutdown 2020 trat Miles oft mit seiner kleinen Gruppe The Butch Miles Jazz Express auf. Butch Miles starb nach im Februar 2023, als er nach einer Chemotherapie in Houston in sein Haus in Buda, Texas, zurückkehren wollte.

## Diskografische Hinweise
- The Butch Miles Sextet with Scott Hamilton & Marky Markowitz: Miles and Miles of Swing (Stateside/Famous Door, 1978)
- The Butch Miles Sextet with Norris Turney & Glenn Zottola: Butch Miles Salutes Chick Webb (Famous Door, 1980)
- Swings Some Standards (Famous Door, 1981), mit Glenn Zottola, Al Klink, Chris Woods, John Bunch, Linc Milliman
- Butch Miles Salutes Gene Krupa (Famous Door, 1982) mit Jorge Anders
- The Butch Miles Septet Under the Direction of Jorge Anders: More Miles... More Standards (Famous Door, 1985)
- Butch Miles’ Jazz Express: Introducing the Ivory Coast Suite (Dreamstreet Records, 1986)
- Cookin’ (Nagel-Heyer, 1995), u. a. mit Howard Alden, wiederveröffentlicht als Soulmates (2002)
- Butch and Bucky: Lady Be Good (1999), mit Bucky Pizzarelli
- Straight on Till Morning (Nagel-Heyer, 2003)